# Stylodactylus brucei
Stylodactylus brucei is een garnalensoort uit de familie van de Stylodactylidae. De wetenschappelijke naam van de soort is voor het eerst geldig gepubliceerd in 1994 door Cleva.